# 다큐플러스
《다큐플러스》는 대한민국의 JTBC에서 2018년 2월 25일부터 방송한 다큐멘터리 텔레비전 프로그램이다.

## 개요
자연, 문화, 역사 등 우리 사회의 다양한 분야를 조명하는 다큐멘터리 프로그램.

## 에피소드 목록

### 2018년
| 회차 | 방송 일자 | 부제                               |
| ---- | --------- | ---------------------------------- |
| 1회  | 2월 25일  | 베트남 영웅, 박항서 1부            |
| 2회  | 3월 4일   | 베트남 영웅, 박항서 2부            |
| 3회  | 3월 11일  | 자동차, 꿈을 질주를 시작한다       |
| 4회  | 3월 18일  | 보툴리늄 톡신의 두 얼굴            |
| 5회  | 3월 25일  | 살아가는 지구 1부                  |
| 6회  | 4월 1일   | 살아가는 지구 2부                  |
| 7회  | 4월 8일   | 우리 동네! 민주주의를 만나다       |
| 8회  | 4월 15일  | 살아가는 지구 3부                  |
| 9회  | 5월 13일  | 스포츠! 새로운 산업으로 다가오다   |
| 11회 | 5월 13일  | 살아가는 지구2 3부                 |
| 12회 | 5월 20일  | 황금빛 식탁의 행복, 울금           |
| 13회 | 5월 27일  | 먼지를 삼킨 집                     |
| 14회 | 6월 3일   | 전기차, 세계의 내일을 달리다       |
| 15회 | 6월 10일  | 당신, 억척 오수 엄마               |
| 16회 | 6월 17일  | 살아가는 지구2 4부                 |
| 17회 | 6월 24일  | 농촌 마을, 안녕하신가요?           |
| 18회 | 7월 1일   | 살아가는 지구2 5부                 |
| 19회 | 7월 8일   | 2018 제주포럼                      |
| 20회 | 7월 15일  | 젊고 건강하게, 생체시계를 비밀     |
| 21회 | 7월 22일  | 지금부터가 진짜! 나의 두번째 인생  |
| 22회 | 7월 29일  | 살아가는 지구2 6부                 |
| 23회 | 8월 5일   | 살아가는 지구2 다이어리            |
| 24회 | 8월 12일  | 태양, 새로운 지구를 밝힌다         |
| 25회 | 8월 19일  | 태양, 햇살을 나눠 미래를 만든다    |
| 26회 | 8월 26일  | 우주의 이상한 날씨                 |
| 27회 | 9월 2일   | 태양계의 종말                      |
| 28회 | 9월 9일   | 우유, 건강을 마시다                |
| 29회 | 9월 16일  | 하늘 위의 전쟁                     |
| 30회 | 9월 23일  | 사이먼 리브와 떠나는 터키 여행 1부 |
| 31회 | 9월 30일  | 사이먼 리브와 떠나는 터키 여행 2부 |
| 32회 | 10월 14일 | '같이'의 가치, 이제는 공유가치시대 |
| 33회 | 10월 21일 | 어머니의 땅, 히말라야가 준 선물    |
| 34회 | 10월 28일 | 순환경제 시대가 온다               |
| 35회 | 11월 4일  | 착한 경영 세상을 알리다 1부        |
| 36회 | 11월 11일 | 착한 경영 세상을 알리다 2부        |
| 37회 | 11월 18일 | 표준, 4차 산업혁명 게임의 법칙     |
| 38회 | 11월 25일 | 도시숲, 내 삶을 바꾸다             |
| 39회 | 12월 2일  | 일류로 가는 길, 기업인의 꿈        |
| 40회 | 12월 9일  | 제주 4.3길을 걷다                  |
| 41회 | 12월 16일 | 결제의 사회학, 뭘로 계산하십니까   |
| 42회 | 12월 23일 | 자율주행차, 꿈에 도전하는 사람들   |
| 43회 | 12월 30일 | 100세를 지탱하는 건강의 비밀       |

### 2019년
| 회차 | 방송 일자 | 부제                                                 |
| ---- | --------- | ---------------------------------------------------- |
| 44회 | 1월 6일   | 사이먼 리브와 함께하는 그리스 여행 1부               |
| 45회 | 1월 13일  | 사이먼 리브와 함께하는 그리스 여행 2부               |
| 46회 | 1월 20일  | 세계의 수도 빈 : 합스부르크 가의 흥망성쇠를 따라 1부 |
| 47회 | 1월 27일  | 당신의 눈은 안녕하십니까?                            |
| 48회 | 2월 3일   | 세계의 수도 빈 : 합스부르크 가의 흥망성쇠를 따라 2부 |
| 49회 | 2월 10일  | 넌 어떤 공부를 하니?                                 |
| 50회 | 2월 17일  | 믿을 水 있는가?                                      |
| 51회 | 2월 24일  | 건강의 바로미터 장내 세균                            |
| 52회 | 3월 3일   | 세계의 수도 빈 : 합스부르크 가의 흥망성쇠를 따라 3부 |
| 53회 | 3월 10일  | 연비의 비밀, 신자린고비 열전                         |
| 54회 | 3월 17일  | 진주만 공습의 비화 1부                               |
| 55회 | 3월 24일  | 라이프를 입은 디자인                                 |
| 56회 | 3월 31일  | 별별 다이어트 전성시대                               |
| 57회 | 4월 7일   | 진주만 공습의 비화 2부                               |
| 58회 | 4월 14일  | 내 몸이 보내는 신호, 만성 염증                       |
| 59회 | 4월 21일  | 2019 COTY 도로 위의 심장을 뛰게하라                  |
| 60회 | 4월 28일  | 몸 안의 만능일꾼, 단백질에 주목하라                  |
| 61회 | 5월 5일   | 애튼버리와 알의 비밀                                 |
| 62회 | 5월 12일  | 색(色) 있는 밥상, 건강은 유혹하다                    |
| 63회 | 5월 19일  | 비만의 역습, 지방세포를 아십니까?                    |
| 64회 | 5월 26일  | 제2의 뇌, 장을 지켜라                                |
| 65회 | 6월 2일   | 지방의 두 얼굴, 착한 지방이 내 몸을 살린다           |
| 66회 | 6월 9일   | 예술로 보는 문명사 1부                               |
| 67회 | 6월 16일  | 꿈의 빛을 만나다. 라이트 테라피                      |
| 68회 | 6월 23일  | 예술로 보는 문명사 2부                               |
| 69회 | 6월 30일  | 좋은균, 나쁜균, 이상한 균                            |
| 70회 | 7월 7일   | 내 몸의 시원폭탄, 혈전                               |
| 71회 | 7월 14일  | 눈 안의 침입자, 자외선                               |
| 72회 | 7월 21일  | 당 중독, 혈통에 주목하라                             |
| 73회 | 7월 28일  | 잘 비워야 잘 쏘다, 쾌번 건강법                       |
| 74회 | 8월 4일   | 밀착취재, 동물의 사생활 1부                          |
| 75회 | 8월 11일  | 나를 알리는 피칭                                     |
| 76회 | 8월 18일  | 항노화 프로젝트! 거꾸로 시계를 돌리는 법             |
| 77회 | 8월 25일  | 먹어야 빠진다, 착한 지방의 역설                      |
| 78회 | 9월 1일   | 불편한 속사정, 위 건강을 지켜라                      |
| 79회 | 9월 8일   | 지구를 구하라! 유쾌한 10대들의 무한상상력            |
| 80회 | 9월 15일  | 슬기로운 병원 사용설명서                             |
| 81회 | 9월 22일  | 비글스, 날다                                         |
| 82회 | 9월 29일  | 비만, 염증과의 전쟁                                  |
| 83회 | 10월 6일  | 미래를 바꾸는 책의 노크                              |
| 84회 | 10월 13일 | 떡잎부터 시작하는 청소년 건강                        |
| 85회 | 10월 20일 | 불꽃, 희망을 쏘다                                    |
| 86회 | 10월 27일 | 노화에 대처하는 우리의 자세                          |
| 87회 | 11월 10일 | 이런 창업 어때요? 도전! 1인 미디어 사장              |
| 88회 | 11월 17일 | 이런 창업 어때요? 벤처의 진화                        |
| 89회 | 11월 24일 | 통증, 염증이 보내는 경고                             |
| 90회 | 12월 1일  | 당신을 변들게 하는 하얀 혈액                         |
| 91회 | 12월 8일  | 당신을 병원에 가는 이유                              |
| 92회 | 12월 22일 | FTA를 이겨내다! 슬기로운 농부들                      |
| 93회 | 12월 29일 | 염증의 경고, 건강수명을 늘려라                       |

### 2020년
| 방송 일자 | 부제                                              |
| --------- | ------------------------------------------------- |
| 1월 12일  | 노화를 막아라! 젊음과 활력의 마법                 |
| 1월 19일  | 비만잡는 붉은 지방산을 찾아라                     |
| 2월 2일   | CES2020 도전기 사람을 위한 혁신을 꿈꾼다          |
| 2월 9일   | 노화를 극복하는 습관                              |
| 2월 23일  | 살 빠지는 유산균 건강법                           |
| 3월 1일   | 만병의 근원 염증, 면역력을 키워라                 |
| 3월 8일   | 시끄러운 암살자, 수면 무호흡증                    |
| 3월 15일  | 갱년기 뱃살의 비밀! 장속 비만균을 잡아라          |
| 3월 22일  | 혈관 속 시원폭탄을 멈춰라! 좋은 콜레스테롤의 비밀 |
| 3월 29일  | 웰 에이징, 당신의 노화 시계를 멈춰라!             |
| 4월 12일  | 비만, 탈출, 비만 세균을 다스려라                  |
| 4월 19일  | 살찌는 체질의 비밀! 지방 태우는 속도를 높여라     |
| 4월 26일  | 면역력 저장소, 장을 깨워라                        |
| 5월 3일   | 혈관 망치는 콜레스테롤의 비밀                     |
| 5월 10일  | 비만 막는 착한균! 장내 미생물의 놀라운 비밀       |
| 5월 17일  | 건강 청신호 갱년기 탈출의 열쇠를 찾아라           |
| 5월 24일  | 슬기로운 갱년기 극복 생활                         |
| 5월 31일  | 면역 반란, 알레르기와의 전쟁                      |
| 6월 7일   | 내 몸을 망치는 습관병, 비만은 질병이다            |
| 6월 14일  | 삶의 질을 좌우한다! 관절 건강법                   |
| 6월 21일  | 당신의 눈은 몇살입니까                            |
| 6월 28일  | 노화의 기술 슬로우 에이징                         |
| 7월 5일   | 수명 연장의 비밀! 멜라토닌 호르몬을 잡아라        |
| 7월 12일  | 혈관 건강 지켜주는 과일 속 착한 기름              |
| 7월 19일  | 착한 세균이 장 건강을 지키는 새로운 방법          |
| 7월 26일  | 내 몸 혁명, 호르몬 다이어트                       |
| 8월 2일   | 마음을 전하는 AI기술 목소리를 찾아서              |
| 8월 9일   | 병든 살과의 전쟁 뚱보 호르몬을 잡아라             |
| 8월 16일  |                                                   |
| 8월 23일  |                                                   |
| 8월 30일  |                                                   |

## 같이 보기
- 다큐쇼 (이전 프로그램)
- JTBC FACTUAL